# Valgeranna
Valgeranna este o arie protejată (arie specială de conservare — SAC, sit de importanță comunitară — SCI) din Estonia întinsă pe o suprafață de 98,3 ha, integral pe uscat.

## Localizare
Centrul sitului Valgeranna este situat la coordonatele 58°23′20″N 24°25′15″E / 58.3889°N 24.4207°E.

## Înființare
Situl Valgeranna a fost declarat sit de importanță comunitară în aprilie 2004 pentru a proteja un număr necunoscut de specii din flora spontană și fauna sălbatică aflate în arealul zonei. Situl a fost protejat și ca arie specială de conservare în mai 2007.

## Biodiversitate
Situată în ecoregiunea boreală, aria protejată conține 5 habitate naturale: Dune mobile de-a lungul țărmului cu Ammophila arenaria („dune albe”), Dune de coastă fixe cu vegetație erbacee („dune gri”), Dune împădurite din regiunile atlantică, continentală și boreală, Depresiuni intradunale umede, Pajiști aluvionare boreale nordice.
La baza desemnării sitului se află un număr nedeclarat de specii protejate.